# Хорюл
Хорюл (словен. Horjul) — поселення в общині Хорюл, Осреднєсловенський регіон, Словенія. Висота над рівнем моря: 339,8 м.